# Dynamite (canção de BTS)
"Dynamite" é uma canção do grupo sul-coreano BTS. Foi lançado pela Big Hit Entertainment e Sony Music em 21 de agosto de 2020 como o primeiro single do quinto álbum de estúdio Be. É a primeira canção totalmente gravada em inglês do grupo. Foi escrita por David Stewart e Jessica Agombar e produzida por Stewart. É uma música disco-pop otimista com elementos de funk, soul e bubblegum pop.
Produzida durante a pandemia de COVID-19, a canção fala sobre alegria e apreço pelas pequenas coisas da vida. Após o lançamento, "Dynamite" recebeu críticas positivas da crítica musical, com elogios à sua melodia cativante e pelo seu som retrô. O single rendeu à banda sua primeira indicação ao Grammy, por Melhor Performance de Duo/Grupo na 63ª cerimônia anual do Grammy Awards tornando-o o primeiro grupo pop coreano a ser indicado nessa categoria.
Dynamite foi um sucesso comercial, estreando em primeiro lugar na Billboard Hot 100, tornando-se o primeiro single a estrear no primeira posição do grupo nos Estados Unidos e fazendo do BTS o primeiro ato sul-coreano a atingir o topo da parada. A canção vendeu 265 mil cópias em sua primeira semana, marcando a maior semana de vendas puras desde "Look What You Made Me Do" (2017), de Taylor Swift. Dynamite ficou no topo do Hot 100 por três semanas. No aplicativo de streaming, Spotify, a canção estreou com 7.778 milhões de streams, marcando o maior dia de estreia de uma música em 2020. Além disso, "Dynamite" alcançou o primeiro lugar nas paradas da Billboard Global 200 e Billboard Global Excl. US, permanecendo por três semanas consecutivas nessa última. O videoclipe que acompanhou o single atingiu 1 bilhão de visualizações no YouTube em 12 de abril de 2021.

## Plano de fundo
Em 26 de julho de 2020, o grupo confirmou durante uma transmissão ao vivo no aplicativo V Live que lançaria uma música em inglês em 21 de agosto do mesmo ano, como o primeiro single de seu próximo álbum.
Um dia após esse anúncio, um site com sete contagens regressivas foi revelado. Cada um para uma nova prévia do single. Em 31 de julho, o BTS compartilhou um link para salvar a faixa no Spotify. Enquanto isso, em 2 de agosto, a Big Hit anunciou que o nome da faixa seria "Dynamite". E no dia seguinte, versões pré-venda começaram em cassete, 7", música digital e instrumental para clientes dos Estados Unidos.

## Formatos
| 7", cassete | 7", cassete               | 7", cassete |
| N.º         | Título                    | Duração     |
| ----------- | ------------------------- | ----------- |
| 1.          | "Dynamite"                | 3:19        |
| 2.          | "Dynamite" (instrumental) | 3:18        |

## Recepção comercial
A canção estreou com 7.778 milhões de streams no primeiro dia na parada global do aplicativo Spotify. "Dynamite" superou "Cardigan" de Taylor Swift como a maior estreia de uma música em 2020.
Nos Estados Unidos, "Dynamite" estreou no topo da Billboard Hot 100, tornando-se o primeiro single número um do grupo nos EUA e sua quarta entrada no top 10 na parada. O BTS tornou-se o primeiro grupo sul-coreano na história do Hot 100 a estrear no número um. Eles também se tornaram o primeiro ato asiático a estrear uma canção na primeira posição no país desde Kyu Sakamoto com "Sukiyaki" (1963). A música vendeu 300 mil unidades em sua primeira semana, incluindo versões físicas, digitais e em vinil. Ele ganhou 33,9 milhões de transmissões on-demand totais dos EUA e 11,6 milhões de impressões de rádio. 

## Créditos da canção
Créditos adaptados do Tidal.
- BTS: vozes principais
- David Stewart: produção, composição, bateria, percussão, sintetizador, piano, guitarra elétrica, vocais de apoio
- Jessica Agombar: composição
- Johnny Thurkell: trombetas
- Pdogg: engenharia de gravação
- Jenna Andrews: produção
- Juan "Saucy" Peña: engenharia
- Serban Ghenea: engenharia de mixagem
- John Hanes - Assistente de Engenharia de Mixagem
- Chris Gehringer: masterização

## Histórico de lançamento
| País           | Encontro             | Formato                        | Carimbo                | Ref.   |
| -------------- | -------------------- | ------------------------------ | ---------------------- | ------ |
| Vários         | 21 de agosto de 2020 | - Download digital - Streaming | - Big Hit - Sony Music | [ 11 ] |
| Estados Unidos | 21 de agosto de 2020 | 7"                             | - Big Hit - Sony Music | [ 12 ] |
| Estados Unidos | 21 de agosto de 2020 | Cassete                        | - Big Hit - Sony Music | [ 13 ] |
| Estados Unidos | 21 de agosto de 2020 | Contemporary hit radio         | Columbia               | [ 14 ] |